# شارل كوينس
شارل كوينس (بالفرنسية: Charles Kuentz)‏ (1313 - 1398 هـ / 1895 - 1978 م) هو مستشرق فرنسي.
توفي في مصر ودفن بالأسكندرية حسب طلبه.